# ルイドレッシング
ルイドレッシング(Louis dressing)は、マヨネーズのベースに赤トウガラシ、スキャリオン（緑タマネギ）、緑トウガラシを加えたサラダドレッシングである。一般的に、カニ（サラダの王と呼ばれるクラブルイ）やエビ（シュリンプルイ）等のシーフードサラダに用いられる。

## 起源
このドレッシングの起源については議論がある。シアトルのOlympic Club Hotel、ワシントン州スポケーンのダヴェンポートホテル、サンフランシスコのPoodle Dog RestaurantsやWestin St. Francis、ポートランドのBohemian等が1900年代か1910年代にこのドレッシングを発明したと主張している。どの場合でも、元々のサラダはアメリカイチョウガニを用いていた。
1964年に出版されたThe American Heritage Cookbookでは、「1カップのマヨネーズ、1/4カップのチリソース、テーブルスプーン2杯のみじん切りのタマネギ、テーブルスプーン2杯のみじん切りのパセリ、1‐2つまみのカイエンペッパーを混ぜ、1/2カップのホイップクリームを加える」と書かれている。